# Bois de Nèfles (Saint-Denis)
Pour les articles homonymes, voir Bois de Nèfles.
 (novembre 2015).
Si vous disposez d'ouvrages ou d'articles de référence ou si vous connaissez des sites web de qualité traitant du thème abordé ici, merci de compléter l'article en donnant les références utiles à sa vérifiabilité et en les liant à la section « Notes et références ».
Bois de Nèfles, aussi appelé Bois de Nèfles Sainte-Clotilde, est un lieu-dit de l'île de La Réunion, département d'outre-mer français dans le sud-ouest de l'océan Indien.
Il constitue un quartier de la commune de Saint-Denis, le chef-lieu, au nord de l'île.

## Urbanisme
Le quartier accueille le terminus du téléphérique Papang reliant les habitants au marché du Chaudron. 

## Économie
Le quartier vit de la culture d'ananas Victoria qui laissent place petit à petit à l'urbanisation.

## Sport
La Jeunesse Sportive du Bois de Nèfles (JSBN) est le club de football de ce quartier dyonisien.